# ICE 2
InterCityExpress 2 eller ICE 2 (Baureihe 402) er en elektriske udgave af Deutsche Bahns InterCityExpress system af højhastighedstog.
Toget er udviklet af Siemens og ADtranz. Det kører i Tyskland på strækningen fra Berlin til Ruhr-distriktet og fra München til Hamborg og Bremen. Toget har en maksimal tilladt hastighed af 280 km/h og har plads til 391 Passagerer.